# 馬來西亞—哈薩克關係
馬來西亞－哈薩克關係，是指馬來西亞和哈薩克兩國之間的雙邊關係。馬來西亞與哈薩克於1992年建交。2014年馬來西亞首相纳吉·阿都拉萨訪問哈薩克後，兩國關係亦提升至「全面合作伙伴关系」。

## 歷史
1992年3月16日，馬來西亞與剛獨立後不久的哈薩克建交。1996年5月，哈薩克總統努爾蘇丹·納扎爾巴耶夫訪問馬來西亞，為哈薩克總統首次訪馬，而馬來西亞首相马哈迪·莫哈末亦在同年7月回訪哈薩克，成為首位訪哈的馬來西亞首相。哈薩克和馬來西亞在同年互設大使館，哈希姆·伊斯梅尔（Hashim Ismail）成為首任馬來西亞常駐哈薩克大使。2003年9月，馬來西亞最高元首端姑赛西拉祖丁成為首位訪問哈薩克的馬來西亞最高元首。哈薩克申請加入世界貿易組織時，馬來西亞亦為該國入世工作組的成員。馬來西亞曾派員前往哈薩克監察該國在2005年舉行的總統選舉，而哈薩克亦曾派員前往馬來西亞考察吉隆坡國際機場的建設及運作經驗，以及布城的建設經驗。
2011年，馬來西亞首相纳吉·阿都拉萨訪問哈薩克出席世界伊斯蘭經濟論壇，並與哈薩克總統努爾蘇丹·納扎爾巴耶夫會面。納扎爾巴耶夫表示，馬來西亞是發展中國家學習的典範，並清楚纳吉的父親，第二任馬來西亞首相阿都拉萨在馬來西亞發展史上的貢獻。他亦表示纳吉的到訪使兩國關係更進一步。但是，纳吉的此次訪問亦引發爭議。由於纳吉的女兒诺丽雅娜·娜兹娃（Nooryana Najwa）與納扎爾巴耶夫的姪子，父親在哈薩克擔任高層官員的達尼亞·納扎爾巴耶夫（Данияр Назарбаев）相戀，馬來西亞反對黨伊斯蘭黨批評纳吉利用此行處理私人事務。纳吉其後在2014年重訪哈薩克出席阿斯塔纳经济论坛，並在此次訪問中將兩國關係提升至「全面合作夥伴關係」。

## 經貿關係
- 马来西亚到哈萨克斯坦的出口貿易[8]
- 哈萨克斯坦到马来西亚的出口貿易[9]

根據經濟複雜性研究中心網站上的數據，1995年至1998年間，馬來西亞對哈薩克的出口額徘徊在2,000萬美元以下，1999年至2005年間，出口額呈上升趨勢，至2005年增至約7,000萬美元，並維持有關水平至2009年。2010年，出口額急升至接近1.6億美元，其後出口額開始呈下降趨勢。馬來西亞主要向哈薩克出口機械和金屬。
而哈薩克對馬來西亞的出口額在1995年至1999年間呈下降趨勢，從1995年的約300萬美元下降至1999年的不足200萬美元。2000年至2002年間的出口額則較為反覆，2002年曾達接近1400萬美元的新高，但在2003年再度下跌，直至2006年才開始出現上升趨勢，其後在2015年再度下跌。哈薩克主要向馬來西亞出口金屬。
2006年哈薩克總統納扎爾巴耶夫訪馬期間，馬來西亞和哈薩克簽訂了《双重避税协议》。其後2014年馬來西亞首相纳吉訪哈時，哈薩克曼吉斯套州與哈薩克甲醇有限公司和馬來西亞肯盛控股私人有限公司簽訂框架协议，合資興建甲醇和液化天然气提煉廠，而哈薩克江布爾州亦與馬來西亞阿格羅斯坦農場簽訂合作备忘录，合資建立养牛场。马来西亚医疗旅游理事会亦視哈薩克為該國醫療業的潛在市場。2015年，有約1,500名哈薩克人在馬來西亞接受治療。

## 旅行与签证

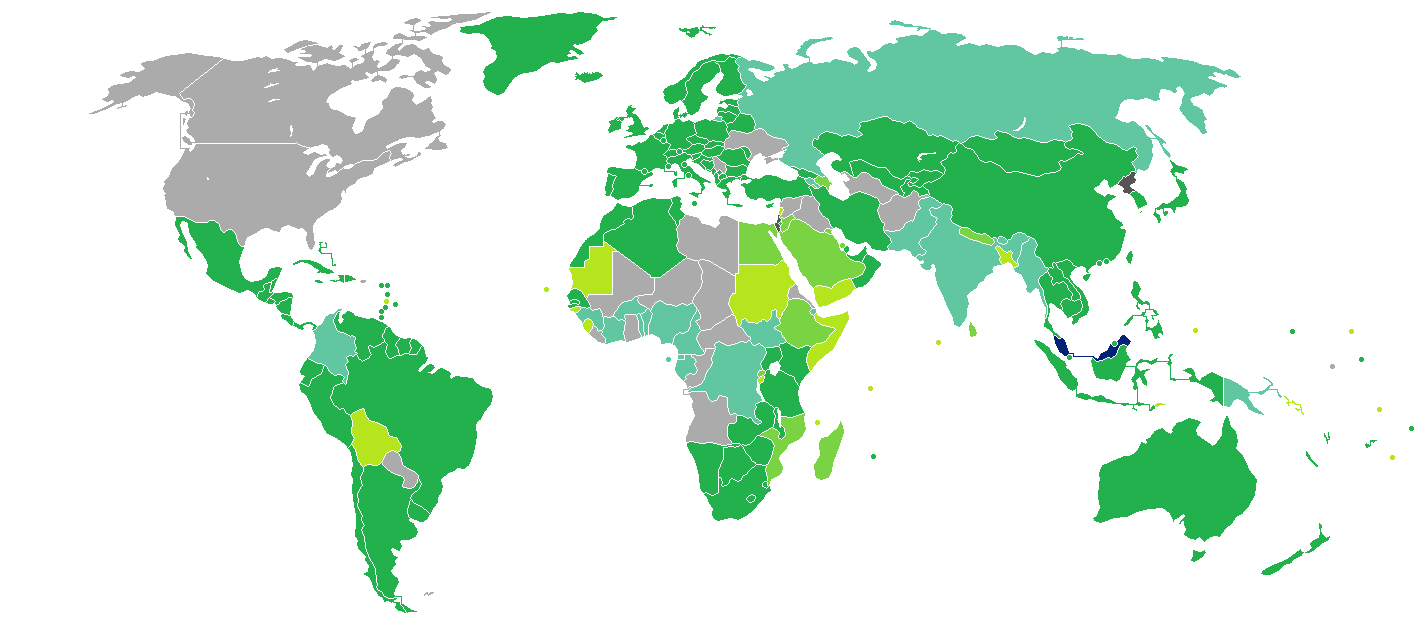
持馬來西亞護照的马来西亚公民簽證要求分布圖：入境哈薩克可以免簽證。

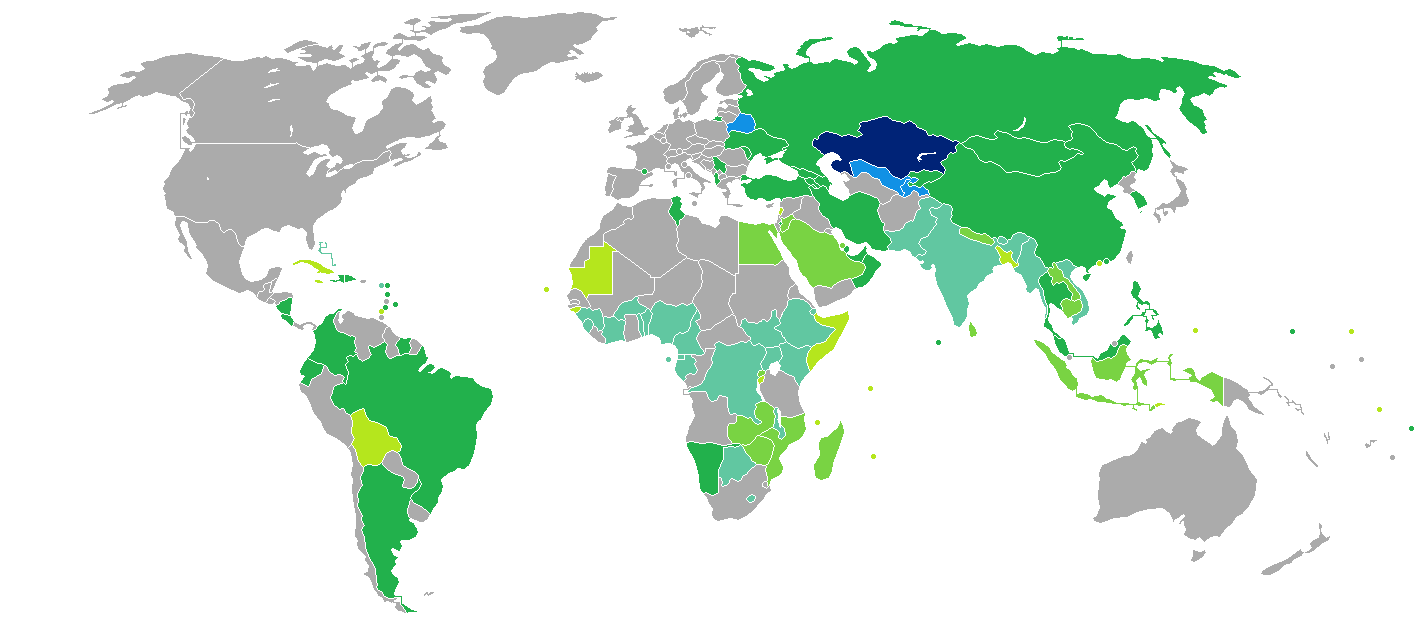
持哈薩克護照的哈薩克人口簽證要求分布圖：入境马来西亚可以免簽證。

自2014年起，哈薩克基于其“免签证计划”給予持馬來西亞護照的马来西亚公民持有人30天免簽證待遇，而馬來西亞亦給予哈薩克護照持有人30天免簽證待遇。

## 文化關係
馬來西亞技術開發公司曾協助哈薩克的技術官僚和決策者與馬來西亞合作以尋求提升商業化技術的路徑，並曾舉辦工作坊邀請哈薩克人和馬來西亞人參與，以促進兩國之間的合作。馬來西亞技術合作計劃亦在1993年起開始培訓哈薩克官員，並分享馬來西亞在各方面經驗和專業知識。

## 外部連結
- 馬來西亞駐哈薩克大使館
- 哈薩克駐馬來西亞大使館